# جیمی برادهد
جیمی برادهد (انگلیسی: Jimmy Broadhead; ۲۵ اوت ۱۸۹۴ – ۴ مهٔ ۱۹۵۵) بازیکن فوتبال اهل بریتانیا بود.
از باشگاه‌هایی که در آن بازی کرده‌است می‌توان به باشگاه فوتبال مورکم، باشگاه فوتبال اسکانتورپ یونایتد، باشگاه فوتبال بارنولدزویک، باشگاه فوتبال نلسون، باشگاه فوتبال نوریچ سیتی، و باشگاه فوتبال ساوت شیلدز اشاره کرد.